# Matthew Phillips
Matthew Phillips (Kaitaia, 10 aprile 1975) è un ex rugbista a 15 neozelandese, attivo in carriera nel ruolo di terza linea centro e 14 volte internazionale per l'Italia con cui ha partecipato alla 5ª edizione della Coppa del Mondo.

## Biografia
Giunto in Italia ingaggiato dal Viadana nel 1999, Phillips vanta il singolare record di essere stato il primo giocatore ad avvalersi delle regole IRB sulla naturalizzazione per giocare nella Nazionale italiana.
Tali nuove regole, infatti, prevedono che dopo un periodo di permanenza almeno triennale nei club di una Federazione, si possa diventare idonei a essere convocati per le selezioni nazionali di detta Federazione.
Fu il caso di Phillips, che in patria aveva già disputato incontri per la Nazionale neozelandese U-21 e che, nel 2002, dopo tre stagioni in Italia, divenne equiparato a tutti gli effetti.
Debuttò in Nazionale nel Sei Nazioni 2002 sotto la guida tecnica di Brad Johnstone e, successivamente, con John Kirwan quale C.T., fu convocato per la Coppa del Mondo di rugby 2003 in Australia.
Gli infortuni che hanno costellato la sua carriera, fin dall'inizio, con uno strappo alla gamba, quando ancora giocava in Nuova Zelanda, lo hanno tenuto spesso fuori dal terreno di gioco.
Dal 2006, quando non rientrò in squadra a Viadana per via del perdurare di un'ernia discale, non si ebbero più sue notizie di un suo eventuale ritorno in campo, fino al febbraio 2010, quando l'Amatori Capoterra, formazione di serie B, ne ha annunciato l'ingaggio.

## Palmarès
- Campionati italiani: 1
Viadana: 2001-02
- Coppe Italia: 2
Viadana: 1999-2000; 2002-03